# RDF Schema
RDF Schema (Resource Description Framework Schema, zkracováno jako RDFS) je jednoduchý ontologický jazyk, vyvinutý pod dohledem konsorcia W3C (World Wide Web Consortium). RDF Schema je součástí rodiny specifikací RDF.
RDF Schema poskytuje mechanismus pro rozlišení typů zdrojů, základní práci s třídami a vlastnostmi. RDF Schema tedy rozšiřuje jazyk RDF o možnost vytvářet vlastní ontologie a RDF slovníky.
První standard popisující jazyk RDF Schema, zvaný "Resource Description Framework (RDF) Schema Specification", byl vydán v roce 1998. Aktuální verze standardu "RDF Vocabulary Description Language 1.0: RDF Schema" byla vydána roku 2004.

## Třídy definované v RDF Schema
Zdroje mohou být rozděleny do skupin, které se v rámci RDFS terminologie označují jako třídy. Zdroje, které patří do dané třídy jsou označovány jako instance dané třídy. V rámci RFDS jsou definovány tyto základní třídy:
- rdfs:Resource – Všechny zdroje v rámci RDF jsou automaticky členy této třídy.
- dfs:Class – Třída zdrojů, které jsou samy RDF třídami.
- rdfs:Literal – Třída literálů v RDF dokumentech.
- rdf:XMLLiteral – Třída literálů používajících XML syntaxi.
- rdfs:Datatype – Třída datových typů.
- rdf:Property – Třída vlastností.

### Příklad dokumentu s popisem tříd
Příkladem může být třída živočichů, do které spadají savci, hmyz a ryby. Členem (individuálem) třídy savci je pes, členem třídy hmyzu je komár a členem třídy ryb je kapr. Zápis pomocí syntaxe Turtle vypadá takto:
```
@prefix
 
ex:
   
<http://www.zivocichove.cz/zvirata#>
 
.

@prefix
 
rdf:
  
<http://www.w3.org/1999/02/22-rdf-syntax-ns#>
 
.
 
# odkaz na slovník RDF

@prefix
 
rdfs:
 
<http://www.w3.org/2000/01/rdf-schema#>
.
 
# odkaz na slovník RDF Schema

ex
:
Zivocichove
 
rdf
:
type
 
rdfs
:
Class
 
.

ex
:
Hmyz
  
rdf
:
type
 
rdfs
:
Class
 
.

ex
:
Ryby
  
rdf
:
type
 
rdfs
:
Class
 
.

ex
:
Savci
 
rdf
:
type
 
rdfs
:
Class
 
.

ex
:
pes
   
rdf
:
type
 
ex
:
Savci
 
.

ex
:
komár
 
rdf
:
type
 
ex
:
Hmyz
 
.

ex
:
kapr
  
rdf
:
type
 
ex
:
Ryby
 
.

ex
:
Hmyz
  
rdfs
:
subClassOf
 
ex
:
Zivocichove
 
.

ex
:
Ryby
  
rdfs
:
subClassOf
 
ex
:
Zivocichove
 
.

ex
:
Savci
 
rdfs
:
subClassOf
 
ex
:
Zivocichove
 
.

```

## Vlastnosti definované v RDF Schema
Všechny vlastnosti použité v RDF dokumentu jsou automaticky členy třídy rdf:Property. Základními vlastnostmi definovanými v RDFS jsou:
- rdf:type – Určuje, že zdroj (subjekt) je instancí nějaké třídy.
- rdfs:domain – Určuje třídu subjektu v RDF trojici.
- rdfs:range – Určuje třídu objektu v RDF trojici.
- rdfs:subClassOf – Vlastnost, která udává, že všechny instance jedné třídy jsou zároveň instancemi i jiné, nadřazené třídy. Používá se pro modelování hierarchie mezi třídami.
- rdfs:subPropertyOf – Všechny zdroje propojené danou vlastností jsou propojené také jinou, nadřazenou vlastností. Používá se pro modelování hierarchie mezi vlastnostmi.
- rdfs:label – Vlastnost, které se používá pro popis zdroje člověkem srozumitelnou formou. Objektem této vlastnosti je většinou řetězec znaků s rozlišením použitého jazyka.
- rdfs:comment – Vlastnost používající se pro podrobnější popis zdroje (subjektu).

### Příklad popisu vlastností
Jednoduchý příklad popisu vlastností pomocí RDFS v syntaxi Turtle:
```
@prefix
 
ex:
  
<http://www.zivocichove.cz/zvirata#>
 
.

@prefix
 
rdf:
  
<http://www.w3.org/1999/02/22-rdf-syntax-ns#>
 
.

@prefix
 
rdfs:
 
<http://www.w3.org/2000/01/rdf-schema#>
.

ex
:
pták
  
rdf
:
type
 
rdfs
:
Class
 
.

ex
:
létat
 
rdf
:
type
 
rdf
:
Property
 
.

ex
:
létat
 
rdfs
:
range
 
ex
:
pták
 
.

```

Tyto RDF trojice říkají, že pták je třídou, létat je vlastností a výroky používající vlastnost ex:létat mají instance třídy pták jako objekt. Pokud by se element rdfs:range zaměnil za element rdfs:domain, pak by výroky měly instance třídy pták jako subjekt.

## Limity jazyka RDF Schema
RDF Schema je jednoduchý ontologický jazyk a jako takový má své nedostatky. Některé nedostatky jsou přímo vyjmenované ve specifikacích RDFS. První je neschopnost vyjádřit mohutnost množiny vlastností (tedy to, že určitá vlastnost může být zdroji přidělena pouze N-krát). Další limitací je chybějící vyjádření toho, zda dvě různé třídy (identifikovány odlišnou URI referencí) ve skutečnosti reprezentují stejnou či odlišnou třídu. 
Tyto a další problémy řeší ontologické jazyky s větší vyjadřovací schopností. Příkladem může být rodina jazyků OWL (Web Ontology Language) či jazyk DAML+OIL (DARPA Agent Markup Language + Ontology Inference Layer), který je nástupcem jazyků DAML a OIL. Oba jazyky jsou jazyky postavené na RDFS a jsou s ním kompatibilní .

## Příklady existujících RDF slovníků
Známými specifickými slovníky postavenými na jazyce RDFS jsou DCMS (Dublin Core Metadata Element Set), FOAF (Friend Of A Friend) a vCARD. DCMS je slovník obsahující 15 vlastností použitelných pro popis zdrojů (jako tvůrce, datum, formát, jazyk, atd.). DCMS je pouze jeden z mnoha slovníků produkovaných Dublin Core Metadata Initiative. 
Slovník FOAF slouží k popisu lidí, jejich aktivit a vztahů k jiným lidem a objektům. Vytvořen byl v roce 2013 Danem Brickleym a Libby Millerem jako jedna z aktivit podporujících sémantický web. Definované vlastnosti jsou například jméno, přezdívka a e-mailová adresa.
vCARD je specifikace, vyvinutá komisí IETF (Internet Engineering Task Force), pro popis lidí a organizací, která v podstatě simuluje klasické vizitky .